# 莱谢尔 (汝拉省)
莱谢尔（法語：Leschères，法語發音：[leʃɛʁ]）是法国汝拉省的一个市镇，位于该省东南部，属于圣克洛德区。莱谢尔和另外相邻的24个市镇组成了上汝拉-圣克洛德公共社区。

## 地理
莱谢尔（46°27'7"N, 5°49'37"E）面积8.28 平方千米，位于法国勃艮第-弗朗什-孔泰大區汝拉省，该省份为法国东部内陆省份，北起上索恩省，西北接科多尔省，西临索恩-卢瓦尔省，南至安省，东与杜省和瑞士接壤。
与莱谢尔接壤的市镇（或旧市镇、城区）包括：圣克洛德、楠谢、莱克罗泽、拉维约勒、拉里克苏斯、科托迪利宗。

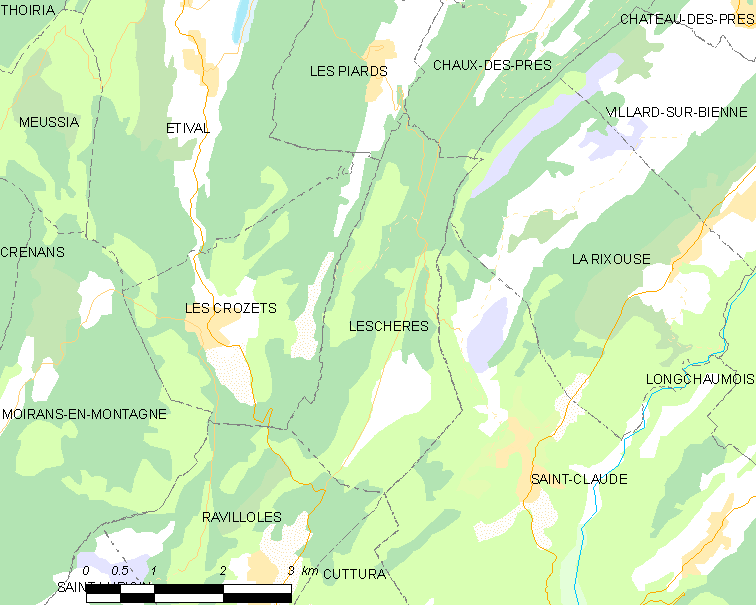
的OSM定位图

莱谢尔的时区为UTC+01:00、UTC+02:00（夏令时）。

## 行政
莱谢尔的邮政编码为39170，INSEE市镇编码为39293。

## 政治
莱谢尔所属的省级选区为圣克洛德县。

## 人口

1962-2008年间人口变化图示

莱谢尔于2022年1月1日时的人口数量为203人。